# Bluff – Storia di truffe e di imbroglioni
Bluff – Storia di truffe e di imbroglioni är en italiensk komedifilm från 1976 i regi av Sergio Corbucci. Bland skådespelarna finns Anthony Quinn, Adriano Celentano, Capucine, Corinne Cléry och Attilio Dottesio.